# Referèndum d'Eslovènia de 2021
L'11 de juliol de 2021 es va celebrar a Eslovènia un referèndum sobre les esmenes a la Llei d'Aigües. Segons els activistes ecologistes i els experts en la matèria, les disposicions de la llei tindrien efectes perjudicials per al medi ambient i l'aigua neta. Amb una de les majors participacions de la història recent, les esmenes va ser rebutjada pels votants de manera aclaparadora.
Al març de 2021, l'Assemblea Nacional va aprovar la Llei d'Aigües, malgrat les fortes crítiques dels experts i la societat civil. Mentre que el Ministeri de Medi Ambient i Ordenació del Territori d'Eslovènia afirmava que les disposicions de la Llei d'Aigües prohibien la construcció d'instal·lacions industrials i edificis privats en les riberes de rius i llacs, els activistes ecologistes sostenien, en canvi, que els canvis en l'apartat 37 flexibilitzarien les normes i permetrien la construcció d'hotels i centres comercials en zones costaneres i en les riberes de rius i llacs, contaminant les fonts d'aigua potable.
Les organitzacions ecologistes van recollir 52.230 signatures demanant un referèndum, superant les 40.000 signatures necessàries per a forçar un referèndum sobre la llei.